# Comité central pour la paix du Pakistan oriental
Le Comité central pour la paix du Pakistan oriental, également connu sous le nom de Comité Nagorik Shanti (Comité des citoyens pour la paix), ou plus communément Comité de paix ou Comité Shanti, était l'un des nombreux comités formés au Pakistan oriental (aujourd'hui le Bangladesh) en 1971 par l'armée du Pakistan pour soutenir ses efforts visant à écraser la rébellion en faveur de l'indépendance du Bangladesh. Nurul Amin, en tant que chef du Parti démocratique pakistanais (en), a dirigé la formation du Comité Shanti pour contrecarrer les Mukti Bahini qui ont lutté pour l'indépendance du Bangladesh,,.

## Contexte
Le 25 mars 1971, la guerre de libération a commencé. Le 4 avril 1971, douze dirigeants pro-Pakistanais, dont Nurul Amin, Ghulam Azam et Khwaja Khairuddin (en), ont rencontré le général Tikka Khan de l'armée pakistanaise et l'ont assuré de leur coopération face à la rébellion du Bangladesh. Après des réunions ultérieures, ils ont annoncé la formation d'un Comité de citoyens pour la paix, composé de 140 membres,. Les premières recrues comprenaient 96 membres de Jamaat-e-Islami, qui ont commencé à s'entraîner dans un camp Ansar à Khanjahan Ali Road, à Khulna. Le Comité Shanti aurait également recruté des Razakars,.

## Histoire
Les dirigeants du Comité central pour la paix du Pakistan oriental ont appelé les citoyens pakistanais à défendre le Pakistan contre « l'agression indienne », l'Inde soutenant le mouvement de libération du Bangladesh. Le 13 avril 1971, le Comité a organisé un rassemblement de Baitul Mukarram à la mosquée Chawkbazar. Le rallye devait se terminer par une réunion près de New Market.  A la fin du rassemblement, les participants ont commencé des émeutes dans les régions d'Azimpur, Shantinagar et Shankhari Bazar.  Ils ont incendié les maisons de pro-libération connus et en ont tué certains.
Le Comité de paix s'est répandu dans tout le Pakistan oriental, atteignant même les villages ruraux. Par rapport à l'assassinat aveugle de l'armée pakistanaise, il était plus spécifique et guidé par les listes d'opposants qu'il dressait. Les membres du comité de paix étaient craints par la population du Pakistan oriental. Certains ont été tués pendant la guerre de libération du Bangladesh.
Le 14 avril, lors d'une réunion à Dhaka, le Comité des citoyens pour la paix s'est rebaptisé Comité central pour la paix du Pakistan oriental. Un comité de travail composé de vingt-et-un membres a été formé. Ils ont ouvert un bureau à Maghbazar (en). Le Comité de paix a nommé un ou plusieurs officiers de liaison pour les différents postes de police de Dhaka. Le 17 avril 1971, les membres du comité de paix ont informé le gouverneur Tikka Khan des progrès qu'ils avaient accomplis pour rétablir la normalité et la confiance entre les citoyens. Ils étaient délégués au quartier général de district et de division dans tout l'est du Pakistan. Le comité de paix de Munshiganj a donné une grande réception aux militaires pakistanais de l'Ouest le 11 mai 1971.
Selon l'historien Azadur Rahman Chandan dans son livre de 2011 sur la guerre, le Comité Shanti a été la première organisation créée par des résidents locaux qui ont collaboré avec le Pakistan. Ses membres étaient issus des partis politiques de la Ligue musulmane et de la Jamaat-e-Islami, qui pensaient qu'un Bangladesh indépendant était contre l'islam, ainsi que des Biharis parlant ourdou.

## Abolition
Le 16 décembre 1971, après la fin de la guerre, le Comité a été aboli.

## Anciens membres
- Ghulam Azam a été reconnu coupable de crimes de guerre au Bangladesh[9].